# 近藤康夫 (インテリアデザイナー)
近藤 康夫（こんどう やすお、1950年 - ）は東京都出身のインテリアデザイナー。近藤康夫デザイン事務所代表。東京造形大学造形学部デザイン学科室内建築専攻特任教授。東京造形大学卒業後、三輪正弘環境造形研究所、クラマタデザイン事務所を経て近藤康夫デザイン事務所を設立。

## 略歴
1950年、東京生まれ。1973年、東京造形大学造形学部デザイン学科室内建築専攻卒業。同年、三輪正弘 環境造形研究所に入所。（- 1976年まで）1977年 - 1981年、クラマタデザイン事務所勤務。1981年、近藤康夫デザイン事務所設立。2005年よりシャープのデザイン顧問。2006年 - 2011年、九州大学大学院芸術工学研究院教授。2015年より東京造形大学造形学部デザイン学科室内建築専攻特任教授。

## 主な受賞
- 第6回NSGショップ&ディスプレイコンテスト(日本板硝子主催)《ガラス大賞》レノマムッシュ/京都バル(1985年)
- 日本インテリアデザイナー協会《協会賞》ポリゴン・ピクチュアズ他一連の作品(1988年)
- 国際インテリアデザイン賞 1989《AGB国際インテリアデザイン大賞 》《オフィス部門最優秀賞》コーディネイトハウス
- アメリカ建築家協会デザイン賞(ニューヨーク/AIA)《インテリア・アーキテクチュア賞》コム デ ギャルソン シャツ/N.Y(1989年)
- 商環境デザイン賞’94《優秀賞》トヨタオートサロンアムラックス大阪/大阪(1994年)
- 2000年度 毎日デザイン賞(毎日新聞社主催)《毎日デザイン賞》東証アローズ/兜町(2001年)
- 2001年度 JID賞(日本インテリアデザイナー協会主催)《JID賞インテリアスペース部門　部門賞》東証アローズ/兜町(2002年)
- グッドデザイン賞2007《商品デザイン部門》ソーラー照明灯《建築・環境デザイン部門》商品住宅 パークアクシス青山一丁目タワー/東京(2007年)

## 主な作品
- ローブ ド シャンブル(六本木 AXIS)
- ザ・ギャラリー・オブ・ラネロッシ(西麻布 L-1st)
- ポリゴン・ピクチュアズ(東品川)
- コーディネートハウス(東大和)
- コム デ ギャルソン シャツ(N.Y.・Paris)
- レストラン・バーラ・コスタD’(経堂)
- シュテルン武蔵野メルセデス ベンツ(関前)
- グランブルー&AO NTT幕張ビル(幕張)
- トヨタオートサロンアムラックス大阪(梅田)
- 日立ヒューマニケーションプラザ ヒットスペース(新潟)
- エスパスタグ・ホイヤー(表参道)
- 内田洋行東京ショールームC3(八丁堀)
- ラ・テラッツァ(香港)
- カッシーナ・イクスシー(青山本店/名古屋/大阪/福岡他)
- ポリゴン・ピクチュアズ(有明)
- 宮城県図書館(書架・閲覧デスク、椅子)(仙台)
- 東証アローズ(兜町)
- アド・ミュージアム東京(東新橋)
- ヨウジヤマモト(ファム・オム)
- ワイズ(名古屋パルコ)
- 所沢MTFGプラザ(所沢)
- ホテルJALシティ羽田・東京(羽田旭町)
- トヨタ会館(エントランスホール)(豊田市)
- 三菱東京UFJ銀行 営業本部フロア部(丸の内/大阪/名古屋)
- ナチュラクスホテル(富良野)
- 再春館製作所(熊本)
- 松蔭中学校・高等学校食堂家具(神戸)
- ウエストショールーム(港区)
- 三菱東京UFJ銀行 荻窪支店(杉並区)
- Park House 清澄白河タワー(江東区)
- GLAいのちの里人生祈念館(八ヶ岳)
- GLA浅草総合本部l会館(浅草)
- 跡見学園女子大学学生食堂(新座市)
- バスクリン本社(市ヶ谷)
- ヘンゼル&グレーテル(吉祥寺)
- 伸栄商事(銀座)
- ComfortQ阪急うめだ本店7F(梅田)
- カッシーナ・イクスシー改装(青山・大阪・福岡/デザインプロデュース)
- カッシーナ・イクスシー名古屋店

## 著書
- 「インテリア・スペース・デザイニング」(1989年)
- 「ABデザイン」(2003年)